# Macropsis trimaculatus
Macropsis trimaculatus är en insektsart som beskrevs av Fitch 1851. Macropsis trimaculatus ingår i släktet Macropsis och familjen dvärgstritar. Inga underarter finns listade i Catalogue of Life.